# 18127 Denversmith
18127 Denversmith (2000 OX3) là một tiểu hành tinh vành đai chính được phát hiện ngày 24 tháng 7 năm 2000 bởi nhóm nghiên cứu tiểu hành tinh gần Trái Đất phòng thí nghiệm Lincoln ở Socorro.